# NGC 4567 và NGC 4568

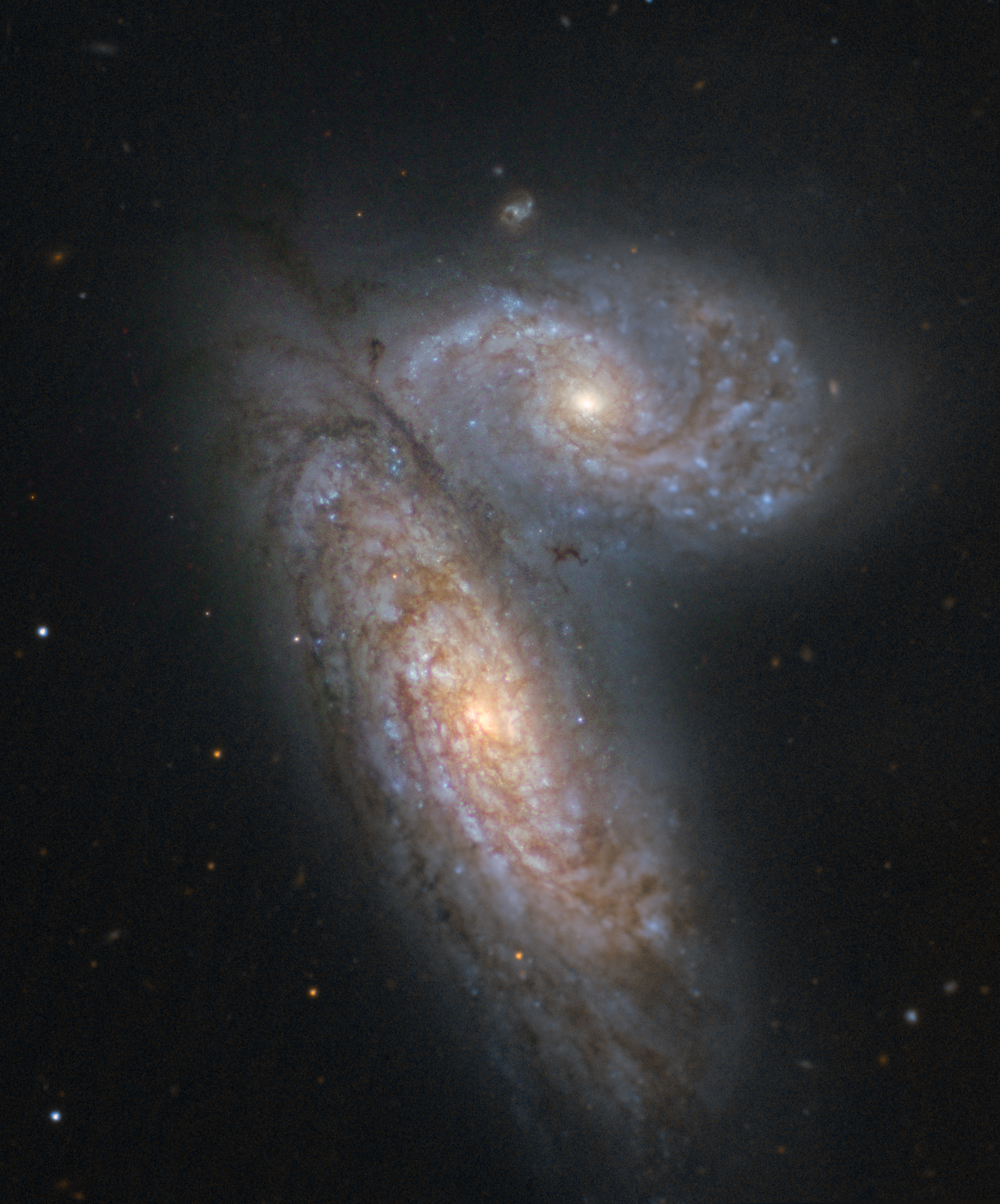
Thiên hà NGC 4567 ở trên và NGC 4568 ở dưới

NGC 4567 và NGC 4568 (tên gọi khác là NGC 4567/8, UGC 7776, PGC 42064/9, VV 219, ngoài ra còn có biệt danh là cặp song sinh Xiêm (tên tiếng Anh: the Siamese Twins) hay thiên hà bướm(tên tiếng Anh: the Butterfly Galaxies)) là một cặp thiên hà xoắn ốc cách chòm sao Xử Nữ khoảng 60 triệu năm ánh sáng. Cả hai đều được nhà thiên văn người Anh gốc Đức William Herschel phát hiện năm 1784. Chúng là một phần của nhóm các thiên hà gần chòm sao Xử Nữ(tên tiếng Anh: Vigro Cluster). Đến nay, chỉ có một siêu tân tinh là SN 2004cc đã được quan sát thấy là nằm trong cặp thiên hà này.
Các thiên hà này đang trong quá trình va chạm và sáp nhập với nhau và có một số nghiên cứu chỉ ra rằng nó đang ở giai đoạn đầu của quá trình này.
Cái tên "Siamese Twins" được đặt vì chúng dường như dính vào nhau. Để hiểu vấn đề này, xin hãy xem bài viết cặp song sinh Chang và Eng Bunker.

## Dữ liệu hiện tại
Theo như quan sát, hai thiên hà nằm gần chòm sao Xử Nữ. Và dưới đây là một số dữ liệu khác:
Xích kinh 12h 36m 34,3s
Độ nghiêng + 11 ° 14 ′ 17 ″
Khoảng cách 59,4 M ly (18,2 M pc)
Độ lớn biểu kiến (V) +10,9
Độ lớn tuyệt đối (V) -13,3
Loại thiên hà Cả hai đều thuộc loại SA(rs)bc
Kích thước hiển thị (V) 4,6 '× 2,1'